# Mesochorus russatus
Mesochorus russatus är en stekelart som beskrevs av Dasch 1974. Mesochorus russatus ingår i släktet Mesochorus och familjen brokparasitsteklar. Inga underarter finns listade i Catalogue of Life.